# シーラ・ケリー
シーラ・ケリー（Sheila Kelley, 1961年10月9日 - ）は、アメリカ合衆国の女優。
ニューヨーク大学でダンスを専攻していた彼女は、S Factorという会社を立ち上げ、ハリウッド・スターにポール・ダンスを指導したことでも知られている。

## 経歴
1992年、キャメロン・クロウ監督の『シングルス』に出演する。1996年、俳優のリチャード・シフと結婚する。2003年には、リドリー・スコット監督の『マッチスティック・メン』に出演。2014年、アダム・ウィンガード監督の『ザ・ゲスト』に出演する。

## フィルモグラフィー

### 映画
- ダルク家の三姉妹（1988年）
- シングルス（1992年）
- 素晴らしき日（1996年）
- ベティ・サイズモア（2000年）
- マッチスティック・メン（2003年）
- モーツァルトとクジラ（2005年）
- ザ・ゲスト（2014年）

### テレビドラマ
- LOST（2010年）
- Hawaii five-o (2010年)
- ゴシップガール シーズン5(2011-2012)